# فابيانا دادون
فابيانا دادون (مواليد 12 فبراير 1984) سياسية إيطالية، شغلت منصب وزير سياسات الشباب في حكومة دراجي. عملت أيضًا كوزيرة للإدارة العامة في مجلس وزراء كونتي الثاني.

## السيرة الشخصية
تخرجت فابيانا دادون في القانون من جامعة تورين وكانت محامية ممارسًا في سيفا، لكنها لم تنجح أبدًا في اجتياز اختبار التأهيل لتصبح محامية.
انتخبت لأول مرة لعضوية مجلس النواب عام 2013. ثم أعيد انتخابها أيضًا في انتخابات 2018.
في 16 سبتمبر 2018 أعلنت مدونة النجوم (الجهاز الرسمي لحركة النجوم الخمس) في منشور أن فابيانا دادون أصبحت جهة اتصال جديدة لـ «منصة روسو» (منصة الويب التي أنشأها جيانروبرتو كاساليجيو) لوظيفة درع الشبكة. حلت محل ألفونسو بونافيد الذي تم تعيينه وزيراً للعدل في حكومة كونتي الأولى.
في 25 يونيو 2019 بعد اختيارها من قبل لويجي دي مايو تم التصويت عليها من قبل قاعدة العضوية لتصبح عضوًا في مجلس المحكمين في حركة الخمس نجوم.
في 4 سبتمبر 2019 تم تعيينها وزيرة للإدارة العامة في حكومة كونتي الثانية.
في 13 فبراير 2021 تم تعيينها وزيرة للشباب في حكومة دراجي.